# Famille de Waldner de Freundstein
 (avril 2024).
Améliorez-le ou discutez des points à vérifier. 
 (avril 2024).
Si vous disposez d'ouvrages ou d'articles de référence ou si vous connaissez des sites web de qualité traitant du thème abordé ici, merci de compléter l'article en donnant les références utiles à sa vérifiabilité et en les liant à la section « Notes et références ».
Pour les articles homonymes, voir Waldner et Freundstein.
La famille de Waldner de Freundstein, olim Waldner de Guebwiller (en allemand : Waldner von Freundstein), est une famille noble alsacienne d'extraction médiévale (1235).

## Histoire
Le nom de famille Waldner est aussi orthographié Waldener, Waldenarii de Guebwiller, Sulz et Thann.
Des membres de la famille Waldner sont cités dans le registre des tournois de Rinner :
- Georges de Waldner est présent au tournoi de Zurich, en 1165,
- Bernard de Waldner est cité au tournoi de Wurtzbourg, en 1255,
- Henri et Georges à celui de Ravensberg, en 1311,
- Jacques à celui de Bamberg, en 1362,
- Dietrich est directeur du tournoi de Schaffouse, André et Georges-Jean y assistent en 1392,
- Jean est présent a tournoi de Heilbronn, en 1408.

Charles Knoll remarque qu'il n'était pas possible de participer à un tournoi si les participants n'ont pas quatre quartiers de noblesse. Il en déduit que la famille faisait partie de la noblesse depuis 1075.
La généalogie de la famille de Waldner n'est établie d'une façon certaine par des actes authentiques qu'à partir du XIIIe siècle. Un acte du comte Ulrich II de Ferrette de 1235 cite un Crafton ou Krafft de Guebwiller. Deux autres actes de 1244 et 1254 citent ce même Crafton ou Krafft. En 1260, un acte d'acquisition du Château d'Ollwiller cite Hermann Ier, fils de Krafft.
La famille Waldner entre en possession du château-fort de Freundstein en 1280 d'après le Dictionnaire historique de la Suisse. Un acte se trouvant dans les archives de l'abbaye de Murbach daté de 1297, signé à Guebwiller, déclare que le château de Freundstein est en ganerbie (en allemand, burgfrieden, littéralement « paix au château »), c'est-à-dire en confraternité entre quatre Waldner, Eberhard, fils de Crafton, Jean, fils d'Eberhard, Henri Krafft et Berthold, fils de Hermann Waldner, qui s'engagent qu'en cas de guerre opposant les membres de la famille, il y aurait toujours la paix dans le château et ils s'engagent à ne jamais le céder.
À partir du XIVe siècle, ils furent au service des évêques de Strasbourg et de Bâle, des Habsbourg, des ducs de Wurtemberg et des rois de France.
Les Waldner sont acceptés comme bourgeois de Bâle en 1450 et d'Aarau en 1547.
Elle fut admis aux honneurs de la cour en 1755.

## Membres
- Kraft Waldner, militaire, il se distingua dans les armées de Frédéric III ;
- Bechtold de Waldner, militaire, bailli ;
- Hermann Waldner von Freundstein (-1484), conseiller de Charles le Téméraire ;
- Christophe de Waldner, chevalier de l'ordre de Saint-Jean de Jérusalem, commandeur de Dorlisheim et de Fürstenfeld, bailli et châtelain de Rhodes, il s'illustra au siège de Rhodes (1522), durant lequel il fut tué ;
- Anstatt Waldner von Freundstein (-1524), général dans les armées de Maximilien Ier du Saint-Empire ;
- Hans Jacob Waldner von Freundstein (1487-1537), colonel, conseil et président de la régence en Haute-Alsace ;
- Jean-Jacques Waldner de Freundstein (1554-1619), directeur de la noblesse des pays d'Alsace ;
- Philippe Jacques de Waldner (1611-1687), bailli à Sausenberg et Rœtlen, conseiller de la noblesse équestre de la Haute-Alsace ;
- Frédéric-Louis de Waldner de Freundstein (1675-1735), juriste et ambassadeur, conseiller privé et directeur des finances du prince de Birkenfeld, conseiller privé du margrave de Brandebourg-Ansbach,
- François Louis de Waldner de Freundstein de Schweighausen (1710-1788), mestre de camp et colonel de cavalerie, président du Directoire de la noblesse de l'Ortenau, auteur de Sur les Suisses auxiliaires ;
- Christian Frédéric Dagobert de Waldner de Freundstein (1712-1783), lieutenant-général des armées du roi, grand-croix de l'ordre du Mérite militaire ;
- Louis Hermann Anstatt de Waldner de Freundstein (1731-1807), maréchal de camp, commandeur de l'ordre Teutonique ;
- Henriette Louise de Waldner de Freundstein, baronne d'Oberkirch (1754-1803), femme de lettres et mémorialiste ;
- Godefroy Waldner de Freundstein (1757-1818), député du Haut-Rhin au Corps législatif ;
- Théodore de Waldner de Freundstein (de) (1786-1864), seigneur de Schmiecheim, colonel de cavalerie du Grand-duché de Bade ;
- Diane de Waldner de Freundstein (1788-1844), épouse de Wilhelm Maximilian Rabe von Pappenheim (de), puis du baron Ernst Christian August von Gersdorff, et maîtresse de Jérôme Bonaparte, roi de Westphalie, dont elle eut Jenny von Pappenheim ;
- Édouard Waldner de Freundstein (1789-1879), général de division, gouverneur militaire de Strasbourg de 1851 à 1853, sénateur du Second Empire, grand-croix de la Légion d'honneur ;
- César de Waldner de Freundstein (1792-1865), capitaine de grenadiers de la Garde impériale, receveur des Finances à Belfort, associé de « Koechlin, Favre, Waldner, Filatures et Tissages » ;
- Godefroy de Waldner de Freundstein (1824-1917), général de brigade.
- Christian de Waldner (1908-1990), chef d'entreprise, président-directeur général d'IBM France.

## Galerie

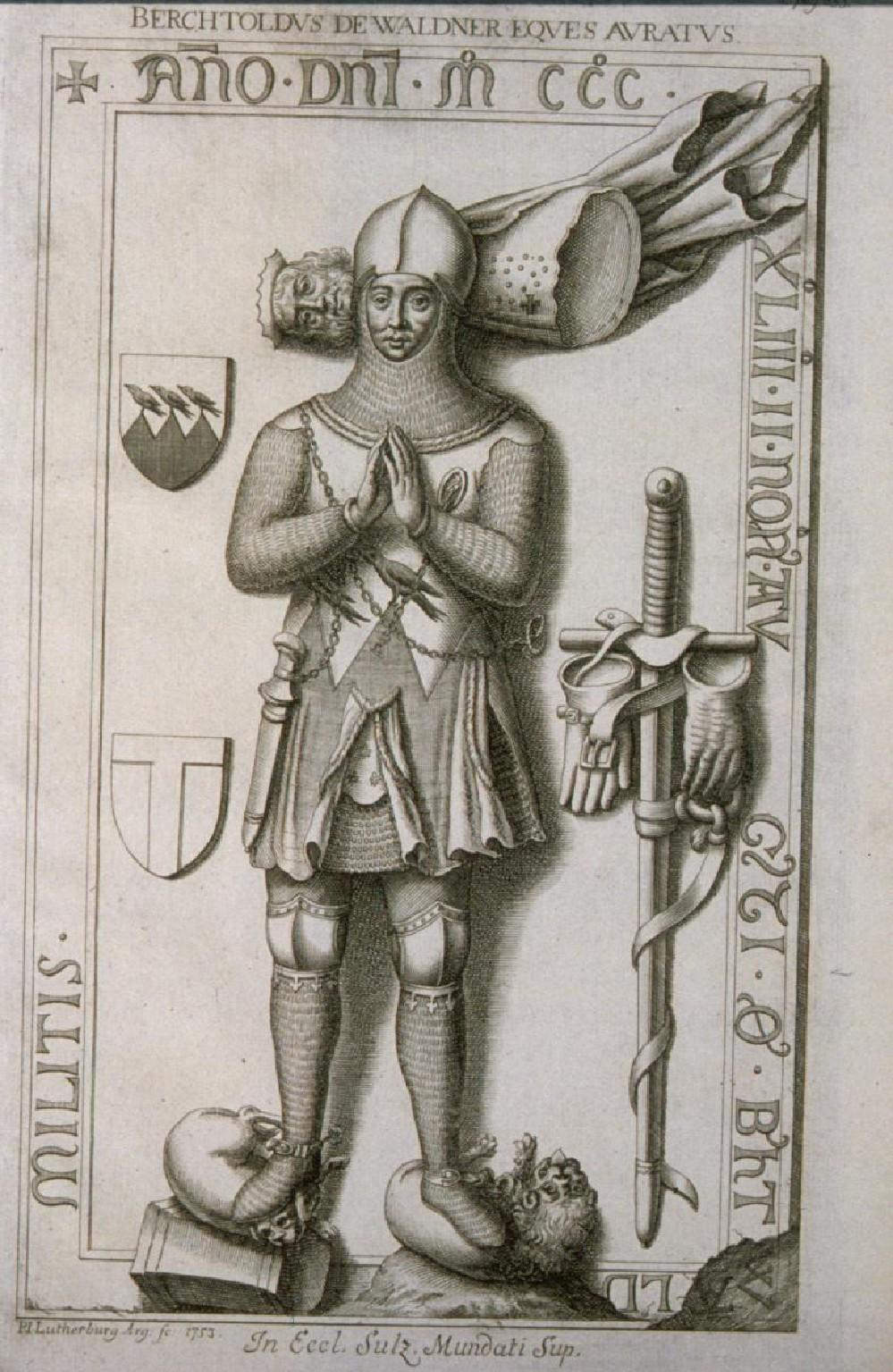
Berchtoldus de Waldner.
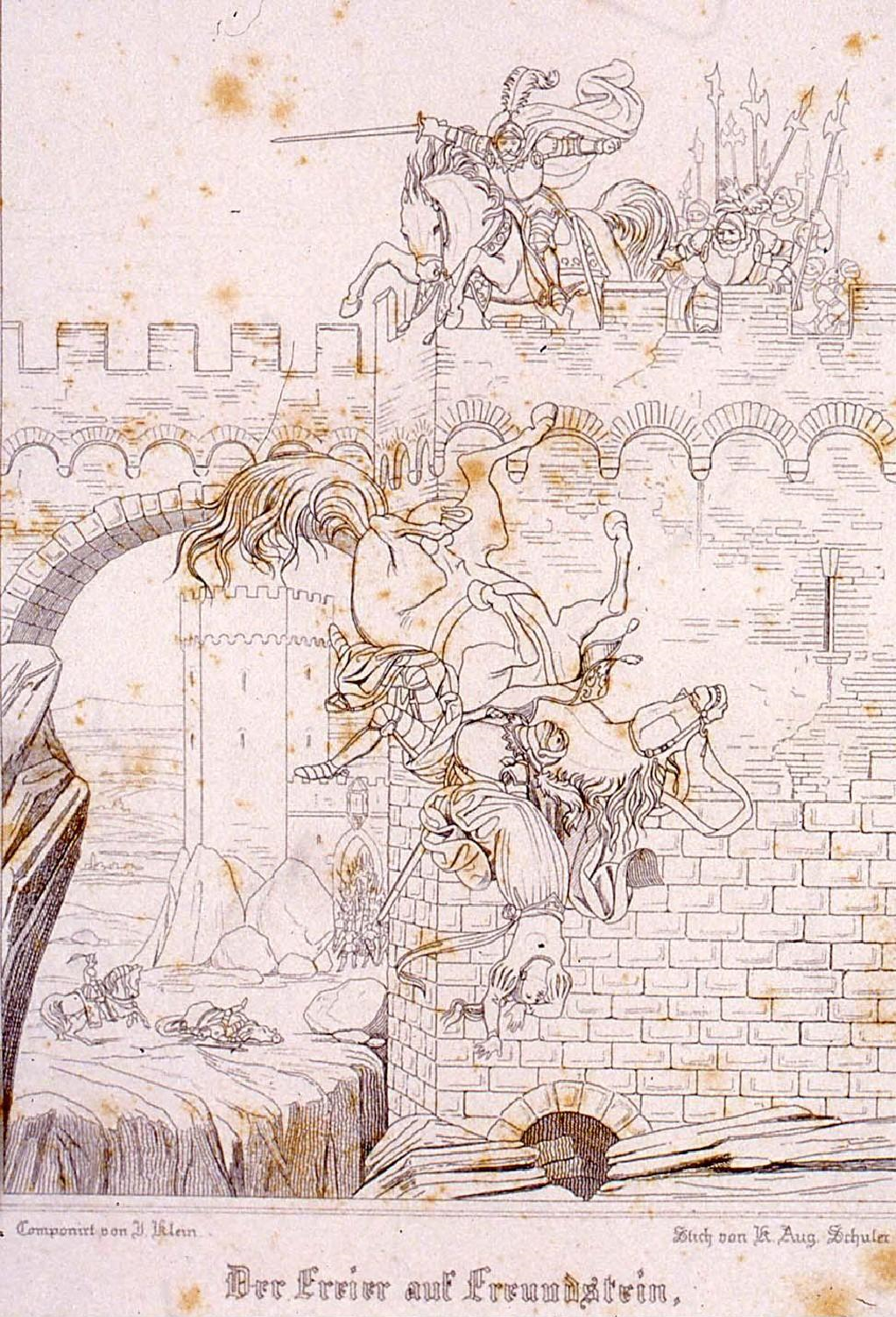
Le Sire de Freundstein.
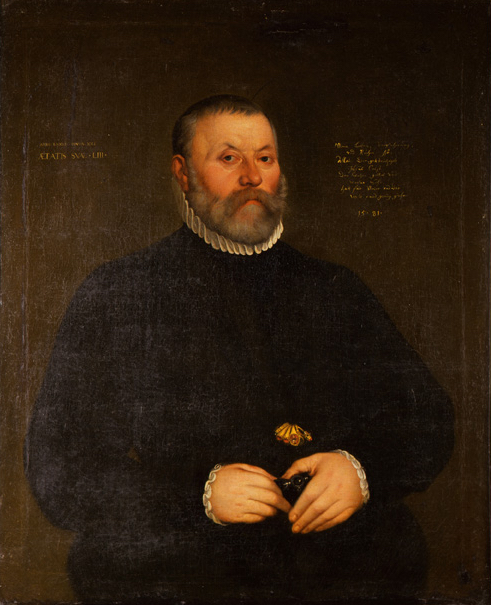
Portrait de Jacques Christophe Waldner de Freundstein.
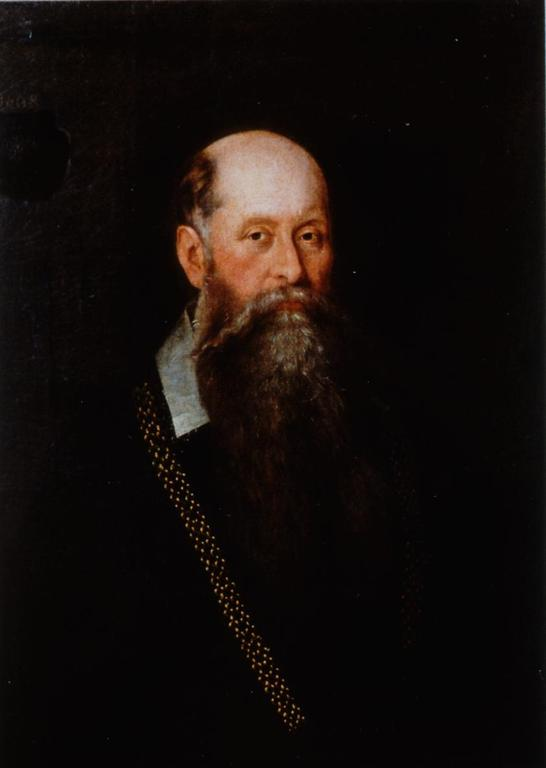
Portrait de Jean-Jacques II de Waldner de Freundstein.
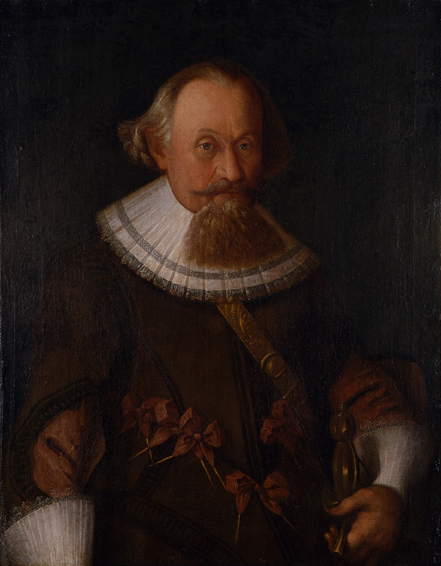
Portrait de Georges-Guillaume Waldner de Freundstein.
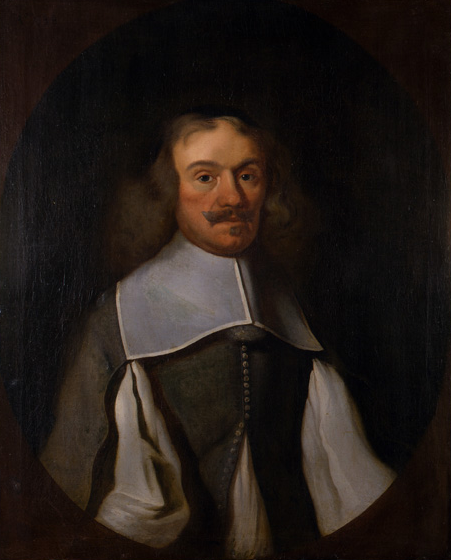
Portrait du baron Philippe Jacques I de Waldner.
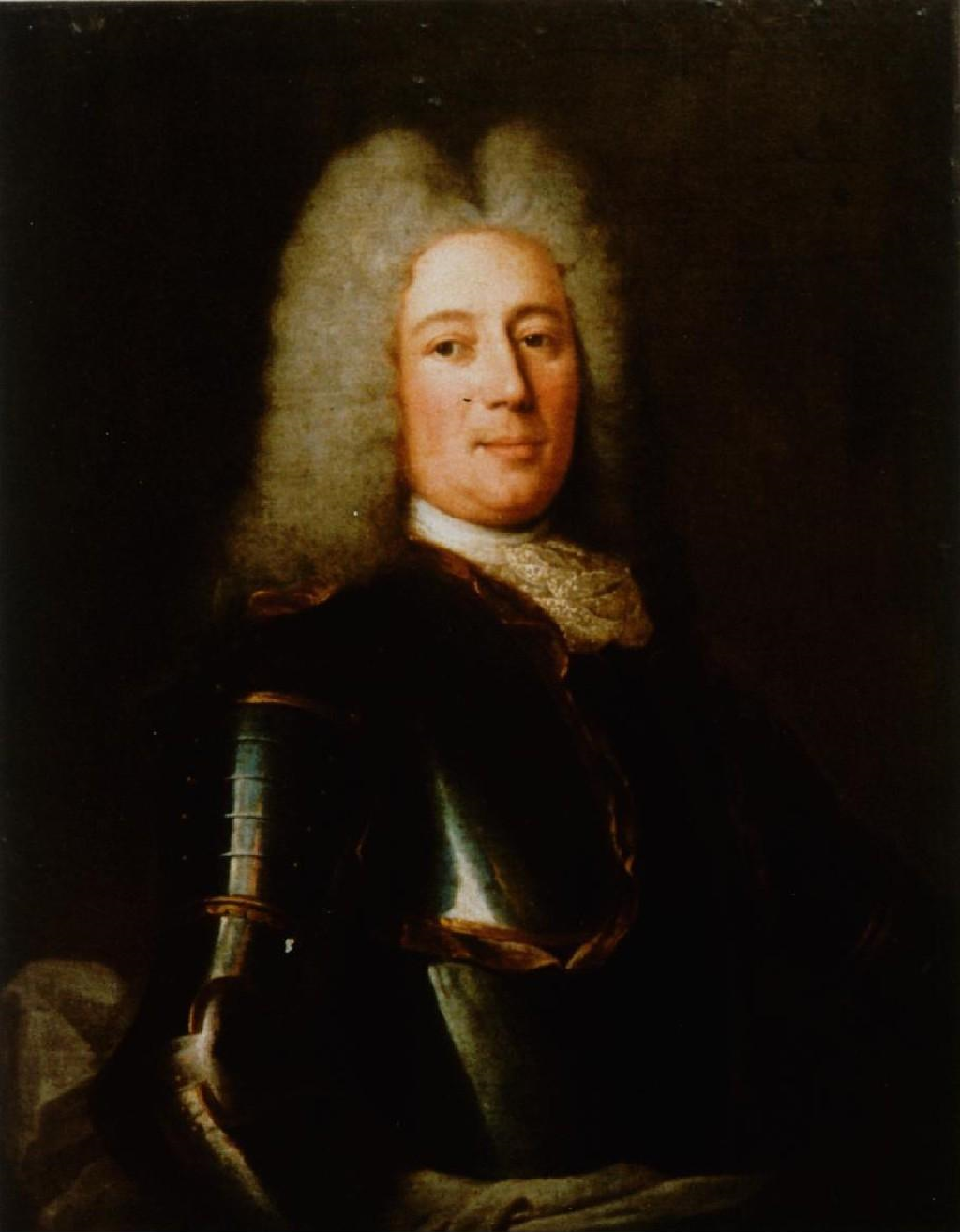
Portrait du baron Frédérick-Louis II de Waldner de Freundstein.
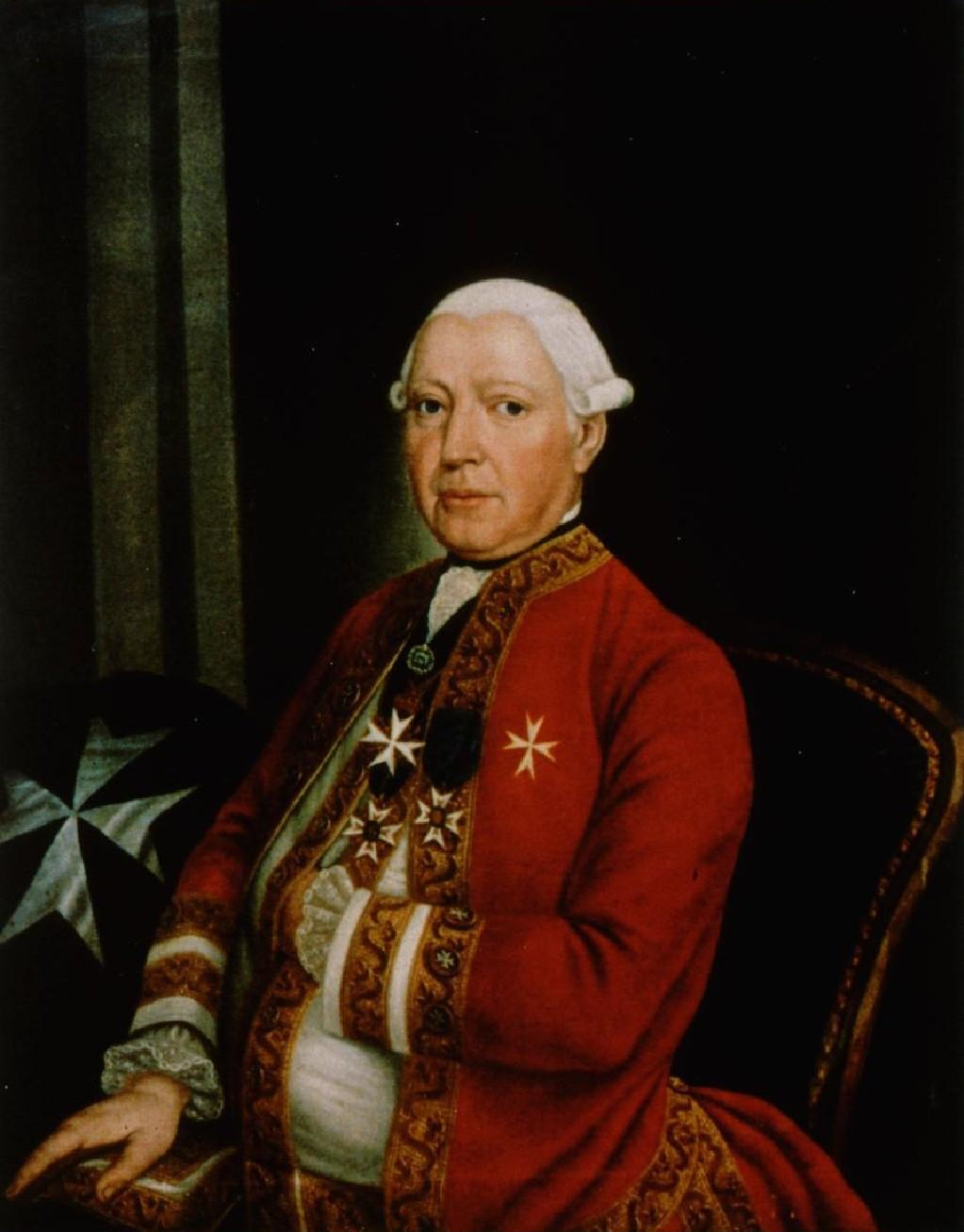
Portrait du comte François-Louis, comte de Waldner de Freundstein.
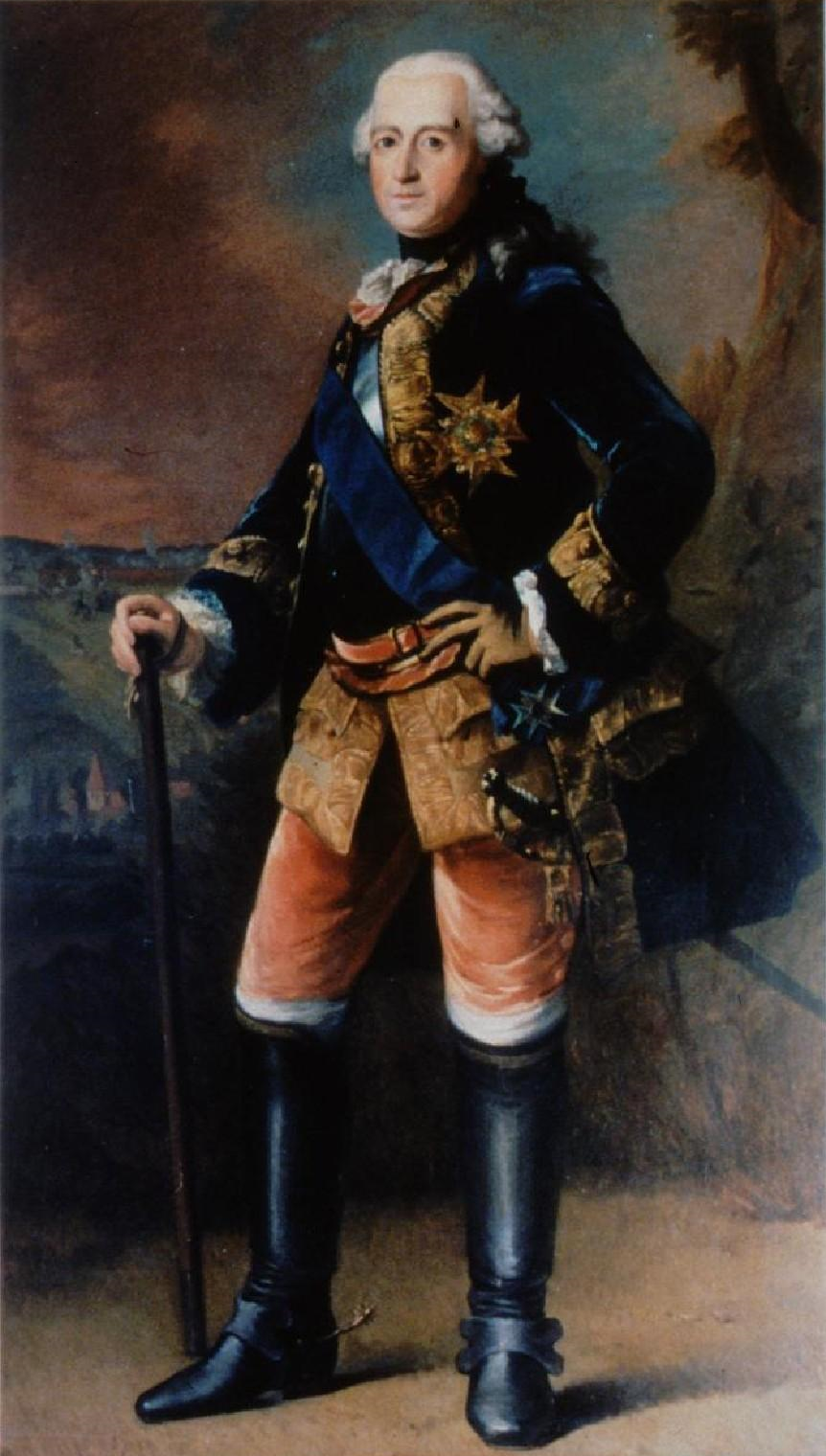
Portrait du comte Christian Frédéric Dagobert de Waldner de Freundstein.
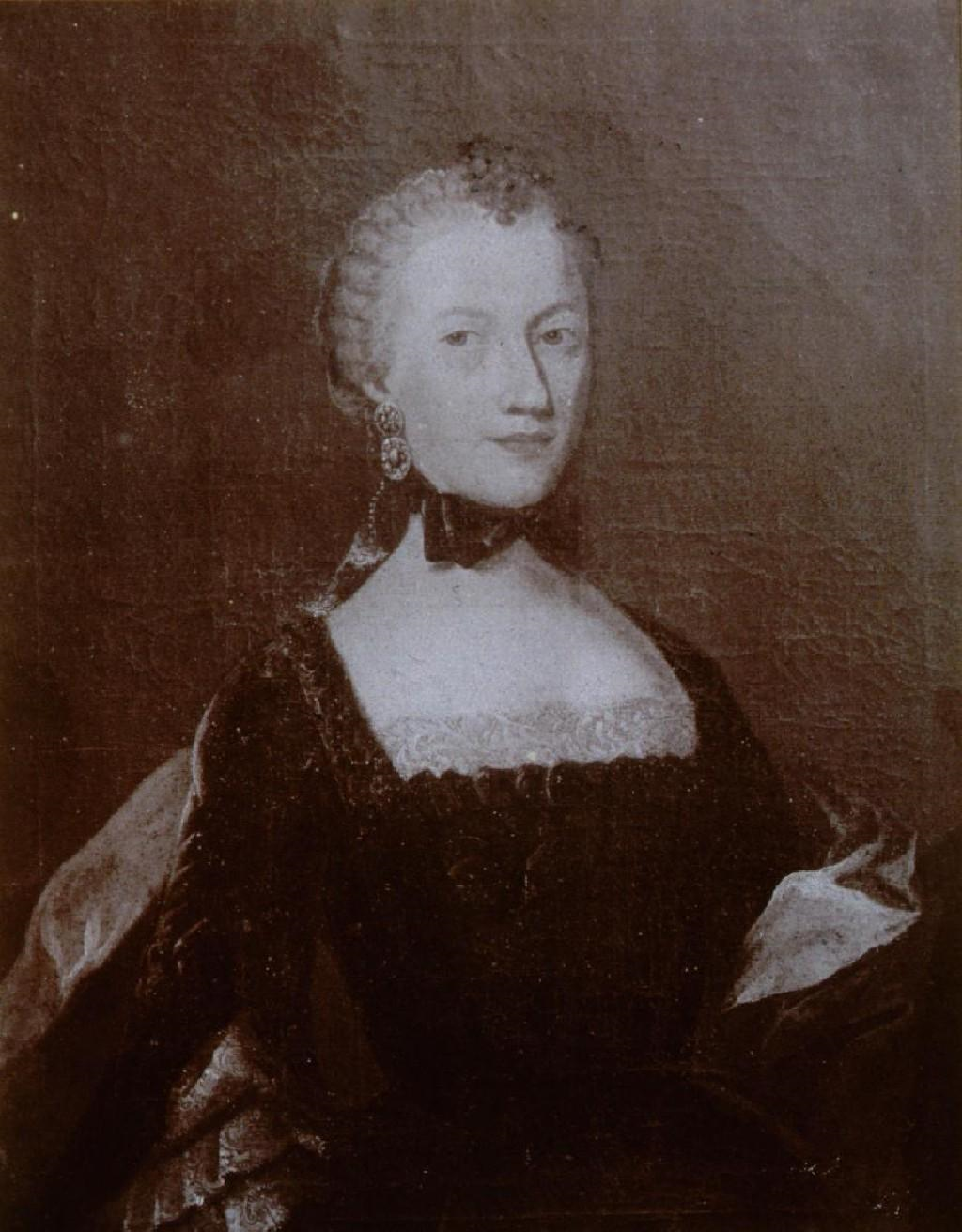
Portrait de la comtesse de Waldner-Freundstein, née de Berckheim.
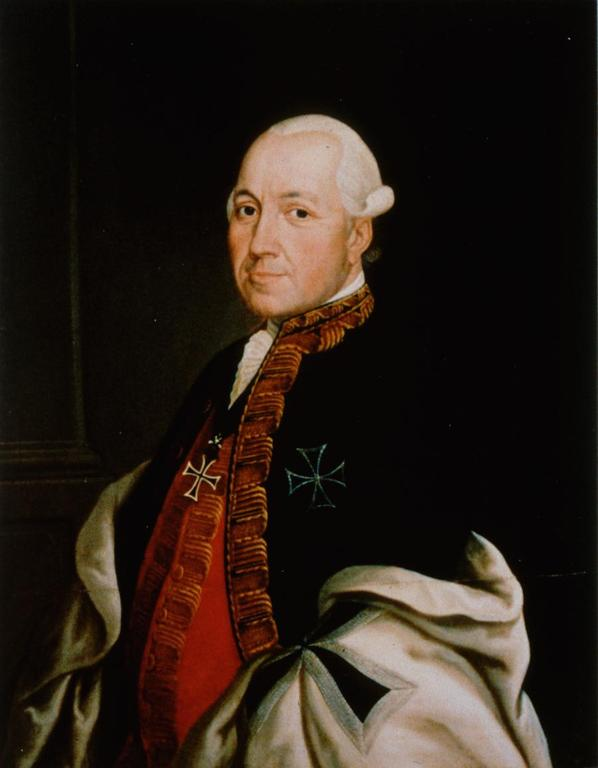
Portrait du baron Louis-Hermann-Anastase de Waldner de Freundstein.
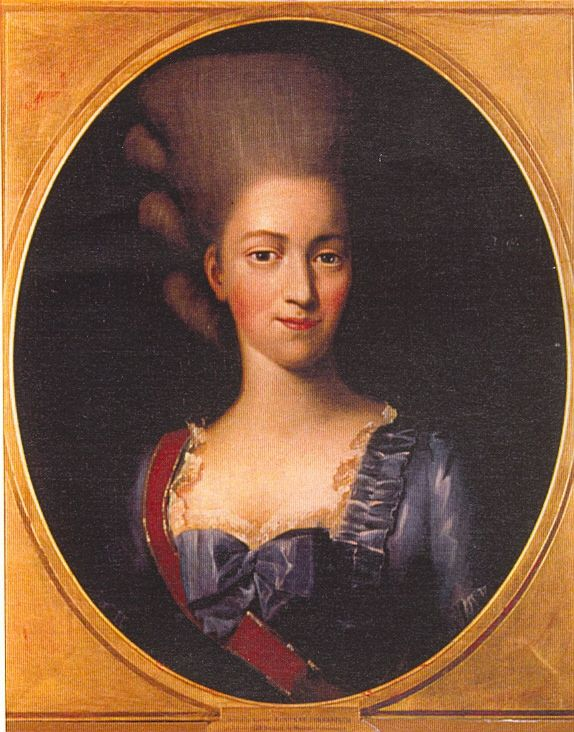
Portrait de Henriette Louise de Waldner de Freundstein, baronne d'Oberkirch.
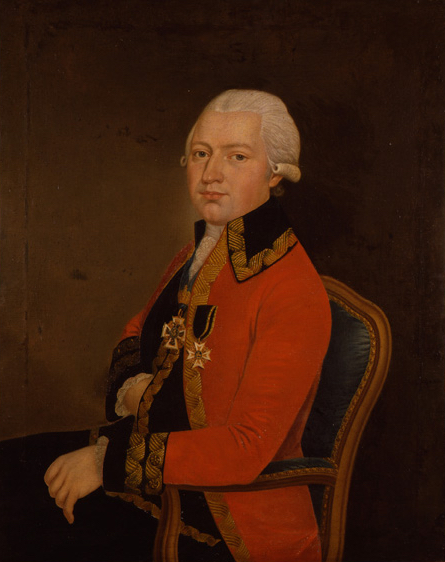
Portrait du comte Godefroy de Waldner de Freundstein.
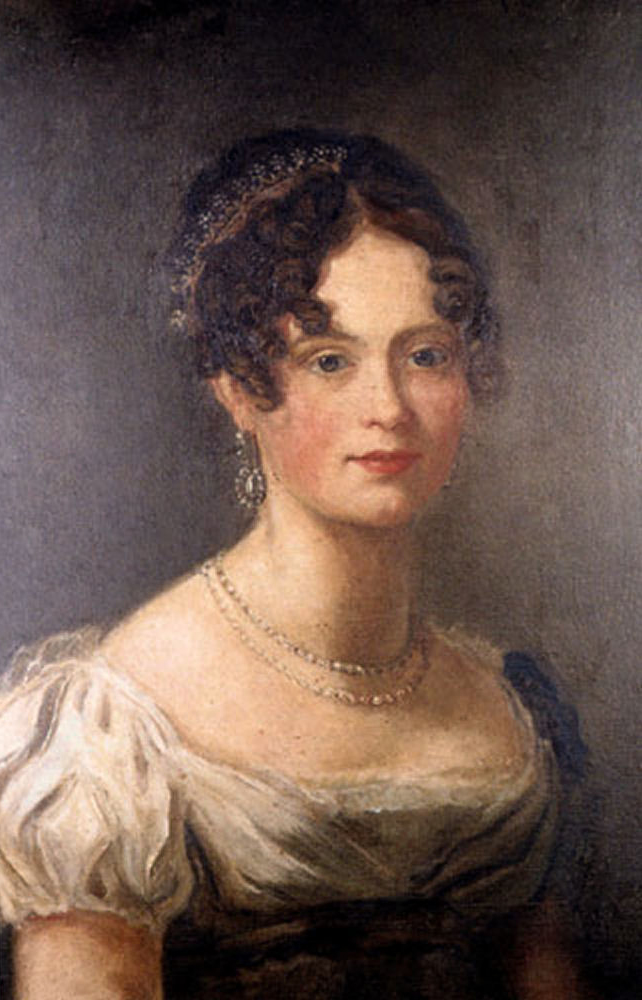
Portrait de Diane von Waldner von freundstein, comtesse Rabe von Pappenheim.
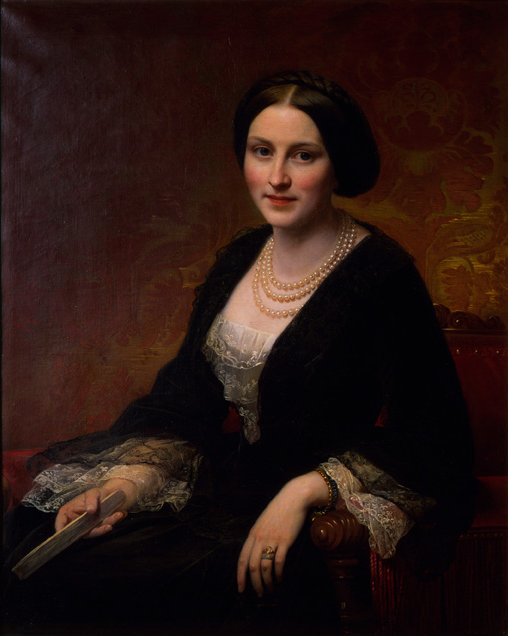
Portrait d'Erwine-Sophie Tascher de la Pagerie, comtesse Ferdinand-Adalbert de Waldner de Freundstein.
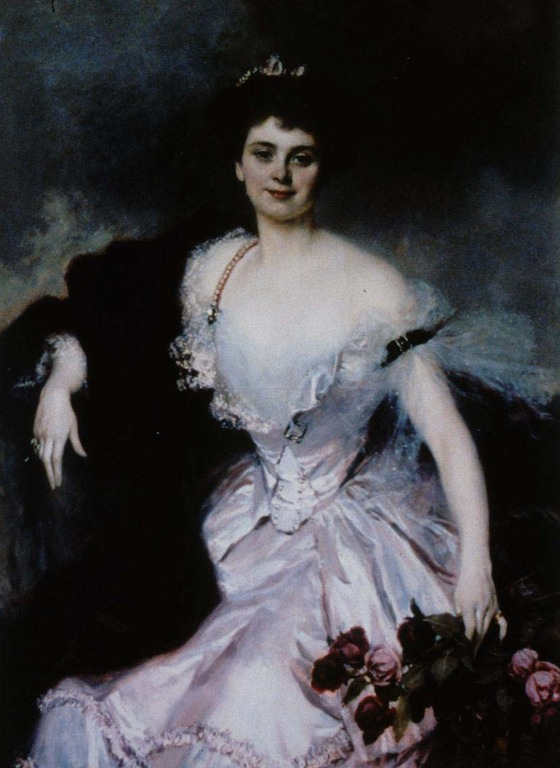
Portrait de la Jeanne-Sophie-Caroline Hottinguer, comtesse Edouard-Pierre de Waldner de Freundstein.

## Principales alliances
Ils sont alliés aux familles von Nellenburg (de), von Wessenberg, von Reinach, von Hallwyl (de), von Mülinen, von Bärenfels, von Sickingen, von Venningen, von Wurmser von Vendenheim zu Sundhausen, von Rotberg, Geldreich, Stein zu Nord- und Ostheim (de), Castelbarco Albani Visconti Simonetta, d'Anthès, Egloffstein (de), Rabe von Pappenheim, Gersdorff, de Turckheim, Koechlin, Inard d'Argence, de Comminges de Saint-Lary, de Bourgoing, de Tascher de La Pagerie, de Coëhorn, de Bethmann, Hottinguer, de Witt, von Massmünster ...

## Sources
- Waldner von Freundstein, in "Dictionnaire historique de la Suisse"
- Chronique généalogique et historique des familles Waldner de Freundstein, 2002
- Suite de la Table généalogique et chronologique d. 1. Famille Noble immédiate de Waldner de Freundstein, depuis la parfaite & tranquille formation des Républiques de l'Helvétie, & de leur constante Aliance avec la Couronne de France, 1787
- Grands notables du Premier Empire: Haut-Rhin, 1984
- J.-H. de Randeck, Les plus anciennes familles du monde:répertoire encyclopédique des 1.400 plus anciennes familles du monde, encore existantes, originaires d'Europe, Volume 2, 1984